# Barzdouka
Barzdouka (biał. Барздоўка; ros. Борздовка, Borzdowka, pol. hist. Borzdówka) – agromiasteczko na Białorusi, w obwodzie witebskim, w rejonie orszańskim, w sielsowiecie Barzdouka, przy drodze republikańskiej R15.

## Historia
W XIX i w początkach XX w. wieś położona w Rosji, w guberni mohylewskiej, w powiecie horeckim, w gminie Puhłaje. Następnie w granicach Związku Sowieckiego. Od 1991 w niepodległej Białorusi.